# Meeksi
Meeksi är en ort i Estland. Den ligger i Meeksi kommun och landskapet Tartumaa, i den sydöstra delen av landet, 210 km sydost om huvudstaden Tallinn. Meeksi ligger 41 meter över havet och antalet invånare är 129.
Terrängen runt Meeksi är mycket platt. Runt Meeksi är det glesbefolkat, med 10 invånare per kvadratkilometer. Närmaste större samhälle är Räpina, 14,5 km söder om Meeksi. Omgivningarna runt Meeksi är en mosaik av jordbruksmark och naturlig växtlighet.